# SO Armentières
Les SO Armentières sont un club omnisports français dont la section féminine de basket-ball a atteint la Ligue féminine de basket. Le club est basé dans la ville d’Armentières.

## Historique
Les Sports ouvriers armentièrois (SOA) voient le jour en 1932. Le club regroupe à l'origine de nombreuses sections telles que :
- La natation
- Le vélo
- La force athlétique
- La gymnastique
- L'athlétisme

Les SOA traversent une période difficile pendant la guerre, mais renaissent en 1945.
De nos jours, seules deux sections ont survécu, le basket (qui a vu le jour en 1948) et la natation.

## Section basket
Après avoir accroché son maintien en Ligue 2, le club déclare forfait peu avant la reprise du championnat pour raisons financières, maintenant seulement son équipe en nationale 3.

### Palmarès
Championnes de France Nationale 1 Féminine

### Entraîneurs successifs
- 2001-2019 :  Stéphane Lalart
- ? - 2001 :  Jérôme Bolpaire
- ? :  Philippe Houcke
- 2019-2023 :  Gaëtan Hillion
- 2023- :  Céline Mendes

## Effectif 2011-2012
Après une 5e place en 2011, le club perd Cora Duval (La Roche), Marie-Frédérique Ayissi (Hainaut Basket, LFB), Gaetane Merlot (Wasquehal, NF1), Caroline Lalart (arrêt)  mais recrute Helena Akmouche (Dunkerque), Aurélie Carmona (Lyon), Maïwenn Catrix (Ronchin, NF2), Ana Nedovic.
| Numéro | Nom              | Née le           | Taille | Nationalité | Poste      |
|        | Héléna Akmouche  | 1992             | 1,74m  | France      | Arrière    |
|        | Aurélie Carmona  | 1er juillet 1987 | 1,85m  | France      | Intérieure |
|        | Leslie Fournier  | 1990             | 1,84m  | France      | Ailière    |
|        | Mathilde Carré   | 1992             | 1,68m  | France      | Arrière    |
|        | Madou M'Bengue   | 1991             | 1,84m  | France      | Ailière    |
|        | Cheryl Maledon   | 1986             | 1,70m  | France      | Ailière    |
|        | Maiwenn Catrix   | 1989             | 1,74m  | France      | Ailière    |
|        | Mia Fisher       | 1982             | 1,74m  | États-Unis  | Arrière    |
|        | Anda Nedovic     | 1983             | 1,92m  | Danemark    | Intérieure |
|        | Anaïs Déas       | 1987             | 1,64m  | France      | Meneuse    |
|        | Rachel Goutière  | 1984             | 1,90m  | France      | Intérieure |
|        | Clémence Hallard | 1994             | 1,76m  | France      | Ailière    |
|        | Laëtitia Hue     | 1987             | 1,71m  | France      | Ailière    |
|        | Valérie Labbé    | 1988             | 1,81m  | France      | Arrière    |
|        | Tatiana Sanchez  | 1993             | 1,76m  | France      | Ailière    |
|        | Manon Vierne     | 1989             | 1,80m  | France      | Ailière    |

## Section natation
Le club a formé de nombreuses générations de nageurs, dont Georges Pourcelle qui traversa la manche à la nage en 1958, Jean-Roger et Robert Pautonnier, champions de France Depikaere, plusieurs fois sélectionnés aux Jeux olympiques...Un peu plus tard, parmi les jeunes nageurs des SOA, il allait y avoir Daniel Hamidou (Dany Boon).
Pendant plus de 50 ans, le club a inscrit son nom au palmarès de la natation régionale, nationale et internationale.
Le club a vécu une période difficile en 1998 à la suite de l'effondrement du plafond centenaire de l'ancienne piscine d’Armentières. Cependant, celui-ci a survécu, grâce aux entraineurs et bénévoles. En 2002, la nouvelle piscine Calyssia sort de terre et permet au club de se remettre en selle.
Le club est actuellement en pleine reconstruction.